# لنقوش

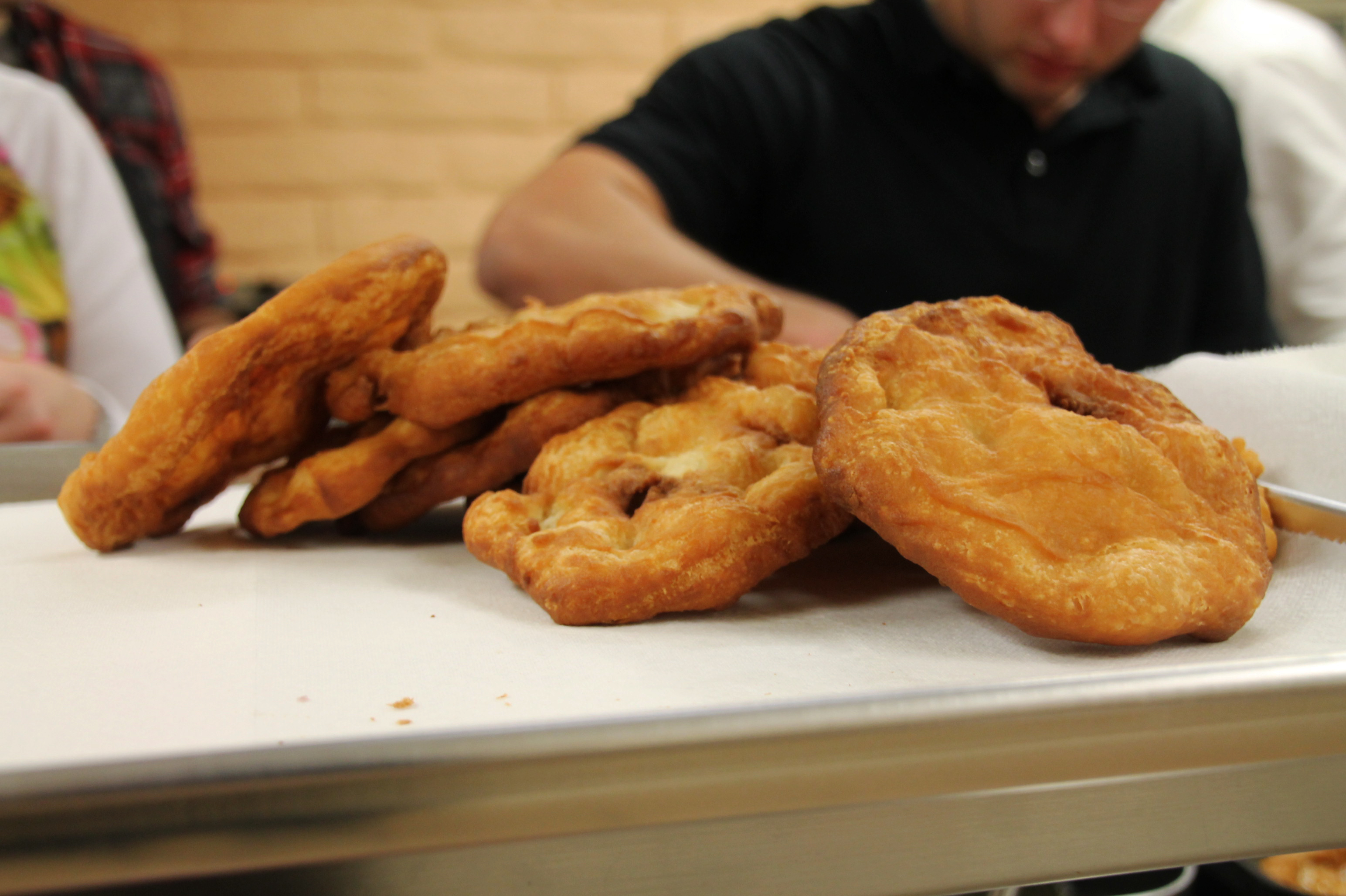
لانقوش

لَنْقُوش أو لَنْغُوش (بالمجرية: Lángos) نوعٌ من أنواع الأطعمة المجرية التي تباع عادةً في الطرقات، و هذه الأكلة مكونة خبز مسطح (وهذا ما يعنيه اسمها) مقلي قد يغطى بطبقة من المكونات المختلفة أشهرها و أكثرها استعمالاً الجبن والثوم.